# Richard III (film, 1911)
Pour les articles homonymes, voir Richard III (homonymie).
 (juillet 2025).
Pour plus de détails, voir Fiche technique et Distribution.
Richard III est un film muet britannique réalisé par Frank R. Benson (en), sorti en 1911. Ce film est une adaptation de la pièce éponyme de William Shakespeare.

## Fiche technique
- Titre original : Richard III
- Pays d'origine :  Royaume-Uni
- Année : 1911
- Réalisation : Frank R. Benson
- Histoire : William Shakespeare, d'après sa pièce éponyme
- Société de production : Co-operative Cinematograph, Stratford Memorial Theatre Company
- Société de distribution : Co-operative Cinematograph
- Format : Noir et blanc – 1,33:1 – 35 mm – Muet
- Genre :  Drame, biopic et historique
- Durée : 23 minutes
- Dates de sortie : 
  -  Royaume-Uni : mai 1911

## Distribution
- Alfred Brydone : Edward IV
- Frank R. Benson (en) : Richard III
- Kathleen Yorke : Prince Edward de Lancaster
- Murray Carrington : George, Duc de Clarence
- Moffat Johnston : Duc de Buckingham
- James Maclean : Duc de Norfolk
- Hetty Kenyan : Richard, Duc de York
- Harry Caine : Lord Hastings
- Violet Farebrother : La reine Elizabeth